# Sphodromerus platynotus
Sphodromerus platynotus är en insektsart som beskrevs av Kevan, D.K.M. 1967. Sphodromerus platynotus ingår i släktet Sphodromerus och familjen gräshoppor. Inga underarter finns listade i Catalogue of Life.